# Macrobrachium petersii
Macrobrachium petersii är en kräftdjursart som först beskrevs av Franz Martin Hilgendorf 1879.  Macrobrachium petersii ingår i släktet Macrobrachium och familjen Palaemonidae. Inga underarter finns listade i Catalogue of Life.